# Limnocythere inopinata
Limnocythere inopinata är en kräftdjursart som först beskrevs av Baird 1843.  Limnocythere inopinata ingår i släktet Limnocythere och familjen Limnocytheridae. Arten är reproducerande i Sverige. Inga underarter finns listade i Catalogue of Life.